# Ökumenismus

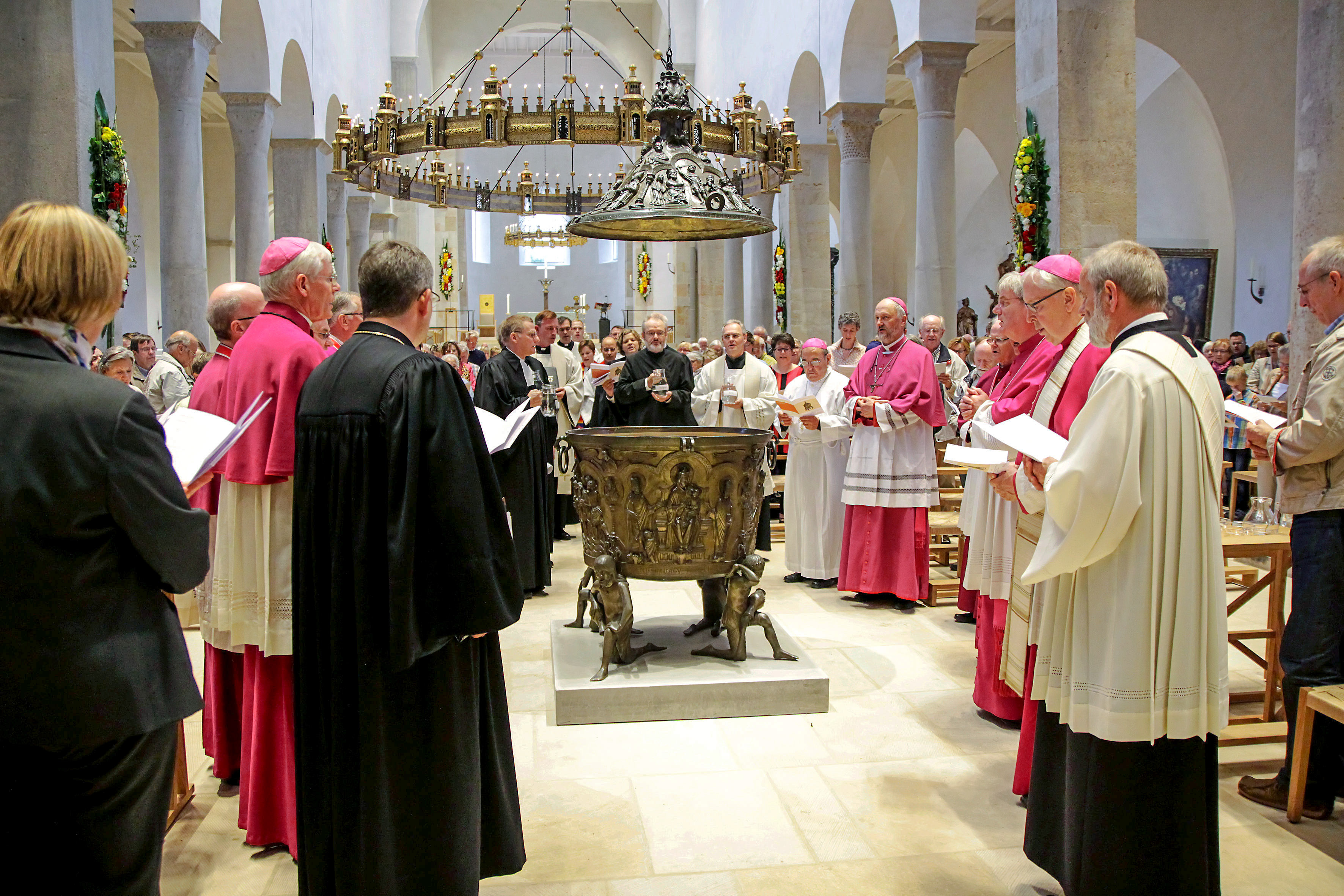
Ökumenische Taufvesper im Rahmen der Wiedereröffnungsfeiern des Hildesheimer Doms, 16. August 2014. – Das gemeinsame Sakrament der Taufe im Namen des dreieinigen Gottes ist die Basis des Ökumenismus.

Mit dem Wort Ökumenismus wird, zur genaueren Unterscheidung von Ökumene im Allgemeinen, in kirchenamtlichen Dokumenten der römisch-katholischen Kirche die gegenseitige Anstrengung der großen christlichen Konfessionen zur Wiedergewinnung der sichtbaren Einheit der Kirche Jesu Christi bezeichnet.
Zu den Wegbereitern gehörte in Deutschland insbesondere Max Josef Metzger, der die Bewegung Una Sancta („die eine, heilige (Kirche)“) initiierte. In der Zeit, in der Papst Pius XI. in der Enzyklika Mortalium animos (1928) noch vor einer falschen „Irenik“ warnte und den römisch-katholischen Christen die Beteiligung an den Versammlungen der frühen ökumenischen Bewegung verbot, waren auch Alfons Beil, Johannes Pinsk, Max Pribilla und Paul Couturier weitere Wegbereiter einer Verständigung mit anderen Glaubensgemeinschaften.
Aus römisch-katholischer Sicht ist die katholische Kirche, in ihrer konkreten, rechtlich gefassten Gestalt, selbst bereits identisch mit der Ökumene, da sie nach der Bedeutung des griechischen Wortes „Oikumene“ die auf der ganzen Welt real präsente Kirche Christi verkörpert. Daher heißen die katholischen Bischofsversammlungen, die, mit und unter dem Papst, die höchste Lehrautorität darstellen, nach eigenem Sprachgebrauch auch Ökumenische Konzilien (im Unterschied zu teilkirchenlichen, sogenannten Partikularkonzilien).
Die römisch-katholische Kirche hat 1964 im Dekret Unitatis redintegratio des Zweiten Vatikanischen Konzils die „katholischen Prinzipien des Ökumenismus“ (Kap. I) und die „praktische Verwirklichung des Ökumenismus“ festgelegt. Seitdem spricht sie den übrigen Konfessionen eine volle oder teilweise Teilhabe an der authentischen Kirche Christi nicht mehr kategorisch ab. Im katholischen Sinn setzt die volle Kirchlichkeit aber insbesondere 1.) die Existenz des Bischofsamtes in apostolischer Sukzession und 2.) die von geweihten Bischöfen und Priestern in der Gemeinschaft der Gläubigen gültig gefeierte Eucharistie voraus, wie sie in den Ostkirchen gegeben ist.
Konfessionen, denen diese Merkmale fehlen, werden seitens des Vatikans in amtlichen Dokumenten (z. B. in Dominus Iesus, 2000) als „kirchliche Gemeinschaften“ bezeichnet. Das gilt vor allem für die evangelischen Kirchen, die sich in der Reformationszeit ohne das historische Bischofsamt strukturierten bzw. denen wegen der Trennung vom Papsttum nach römisch-katholischer Auffassung die volle Apostolizität verloren ging.
Im pastoralen Sprachgebrauch hat sich in den von der Glaubensspaltung des Westens betroffenen Ländern aber die Bezeichnung der reformatorischen Konfessionen als „Kirchen“ ebenso durchgesetzt wie das Wort „Ökumene“ für den Ökumenismus. Weiterhin in aktivem Gebrauch ist „Ökumenismus“ dagegen bei der Orthodoxie.